# (32154) 2000 MH
(32154) 2000 MH es un asteroide perteneciente al cinturón de asteroides descubierto el 23 de junio de 2000 por John Broughton desde el Observatorio de Reedy Creek, Gold Coast (Queensland), Australia.

## Designación y nombre
Designado provisionalmente como 2000 MH.

## Características orbitales
2000 MH  está situado a una distancia media del Sol de 2,360 ua, pudiendo alejarse hasta 2,992 ua y acercarse hasta 1,728 ua. Su excentricidad es 0,268 y la inclinación orbital 20,838 grados. Emplea 1324,49 días en completar una órbita alrededor del Sol.
Pertenece a la familia de asteroides de (25) Phocaea.

## Características físicas
La magnitud absoluta de 2000 MH es 14,31. Tiene 4,321 km de diámetro y su albedo se estima en 0,238.